# Ћипур
Ћипур је локалитет у Цетињу на који је крајем 15. века господар Зете Ивана Црнојевића, после турских освајачких похода, преместио седиште државе. На Ћипуру је почетком 1482. године подигао себи двор, а две године касније и манастир, што је формално означило оснивање града Цетиња. Манастир је порушен крајем 17. века, а године 1890. краљ Никола је, за потребе дворских верских церемонија, на том месту саградио дворску цркву посвећену Рођењу Богородице.
На Ћипуру се данас налази Дворска црква са остацима Манастира Црнојевића..

## Локација
Локалитет Ћипур налази се у најужем историјском језгру Цетиња, између Његошеве Биљарде и садашњег Цетињског манастира

## Име
Назив „Ћипур” потиче од грчке речи „куприа” (грч. Κήπος) и значи врт или башта.

## Историја
Крајем 15. века освајачки походи Турака приморали господара Зете Ивана Црнојевића да седиште државе из утврђеног града Жабљака премести најпре на Обод, а затим у Цетињско поље. На Ћипуру је почетком 1482. године подигао себи двор, а две године касније и манастир, што је формално означило оснивање града Цетиња.

## Знаменитости на Ћипуру

### Манастир Црнојевића (стари Цетињски манастир)
Када је, под нападом турске војске 1478. године, пала његова престоница Жабљак, Иван Црнојевић се нашао у изгнанству у Италији где се у Анкони, пред божанским ликом Богородице заветовао да ће, ако се икад врати у домовину, подићи храм у њену част. Свој завет је испунио чим се вратио из Италије, 1481. године, и за кратко време ивицом Ловћенског поља створио престоницу. На Ћипуру је почетком 1482. године подигао себи двор, а две године касније и манастир, у који је сместио Зетску митрополију. У оквиру манастирског комплекса налазила се црква посвећена Рођењу Богородице. Ово је формално означило оснивање града Цетиња. У краћој верзији Повеље о оснивању ове своје задужбине Иван Црнојевић каже: 
| „ | ... И саздах храм на мјесту званом Цетиње, у славу и хвалу госпође матере Божје, у име њеног рожденства и манастир при њој створих за упокојење мисли, али и митрополија зетска да буде ту ако буде по вољи милостивој госпођи. (Године 1482., писа се мјесеца јануара 4. дан на Ријеци...) | ” |

Највјероватније је Цетињски манастир од 1493. године постао стециште штампарских мајстора, а предпоставља се да је у једном периоду и Штампарија Црнојевића радила у једној од зграда манастирског комплекса. Манастир је 1496. године био напуштен, када је Ђурађ Црнојевић са породицом, калуђерима и 60 коњаника напустио Цетиње и кренуо ка Будви, а касније у Млетке. Живот у Манастиру обновљен је пола века касније. Цетињски манастир је срушен 1692. године, за време Морејског рата (1684 - 1699), у експлозији коју су, напуштајући Цетиње, подметнули Млечани, како би побили турске команданте. Девет година после рушења Манастира Црнојевића, 1701. године, владика Данило Петровић је подигао нови манастир, данашњи Цетињски манастир, недалеко од старог на рушевинама дворца Ивана Црнојевића.

### Дворска црква
Године 1890. на месту некадашњег манастира тадашњи владар Црне Горе Никола I Петровић Његош, за потребе дворских верских церемонија, подигао је Дворску цркву, такоће посвећену Рођењу Богородице. Крајем 80-их година 20. века извршена су археолошка ископавања на локалитету Ћипур и тада су откопани и конзервирани стари темељи манастирског комплекса Црнојевића. Оригинални стубови и капители дислоцирани су са локалитета и уврштени у сталну поставку тада новооснованог Историјског музеја, а на њихово место су постављене копије које се могу и данас видети.
У близини цркве се налазио "бријест" под којим је кнез Никола делио правду. Касније се на том месту налазио споменик погинулима за уједињење Црне Горе и Србије на Бадњи дан 1918..

### Личности сахрањене у Дворској цркви
Године 1989. из руске цркве у Сан Рему су на Ћипур пренети посмртни остаци црногорског краља Николе и краљице Милене. Заједно са земним остацим црногорског владарског пара пренети су и посмртни остаци њихових ћерки, црногорских принцеза Ксеније (првобитно сахрањене у руској православној цркви у Кану) и Вјере. Сахрањени су у Дворској цркви 1. октобра 1989. године.
Приликом археолошких ископавања 1986. године испод Дворске цркве пронађен је гроб из 15. века. У гробу, који се налазио у наосу цркве, грађеном идентично као и гробнице многих средњовековних владара, пронађен је ковчежић луксузне израде са, како се претпостављало, земним остацима господара Зете Ивана Црнојевића. Ковчежић је, затворен, пренесен у Завод за заштиту споменика. Постојао је договор руководилаца Црне Горе и Цетиња да се земни остаци Ивана Црнојевића врате на место где су нађени када се заврши пренос остатака краља Николе и краљице Милене у Црну Гору 1989. године. Свечани чин, уз одговарјући верски обред, планиран је за мај 1990. године, када се навршавало 500 година од упокојења првог господара Црне Горе.. Међутим, уместо инхумације, земни остаци Ивана Црнојевића су „из безбедносних разлога” похрањени у трезор Службе друштвеног књиговодства. После петнаест година проведених у трезору, ковчежић са костима пренешен је у депо Народног музеја Црне Горе. Земни остаци господара средњовјековне државе Зете, првог господара Црне Горе и оснивача Цетиња Ивана Црнојевића пренешени су у обновљену гробницу у Дворској цркви на Ћипуру 2010. године, где се и данас налазе.
- Личности сахрањене у Дворској цркви на Ћипуру
- Иван Црнојевић
- Краљ Никола
- Краљица Милена
- Прицеза Ксенија
- Принцеза Вјера

## Културно добро
Одлуком бр. 01-738/1 од 3. јула 1961. године црква на Ћипуру је проглашена културним добром. Ступањем на снагу новог статута Народног музеја Црне Горе 2012. године ушла је у састав Историјског музеја Црне Горе. Заједно са конзервираним темељима старог манастира Пречисте Богородице данас представљају интегралну архитектонску целину и изузетну туристичку атракцију. Комплекс Дворске црква са археолошким остацима манастирског комплекса Црнојевића је један од бројних заштићених објеката у Историјском језгру Цетиња, које је као споменичка целина кандидат за упис на листу Светске баштине Унеска.

## Галерија
- Улаз у Дворску цркву
- Реплике стубова Манастира Црнојевића, који се некада налазио на овом месту
- Поглед из црквеног дворишта на Дворац Краља Николе
- Црква, остаци манастира и дворац